# U-11 (1935)
U-11 — малая подводная лодка типа IIB, времён Второй мировой войны. Заказ на постройку был отдан 20 июля 1934 года. Лодка была заложена на верфи судостроительной компании Germaniawerft, Киль 6 мая 1935 года под заводским номером 545. Спущена на воду 27 августа 1935 года. 21 сентября 1935 года принята на вооружение и, под командованием капитан-лейтенанта Ганса-Рудольфа Рёзинга вошла в состав Unterseebootsschulflottille.

## История службы
Боевых походов не совершала. Служила в качестве учебной лодки.
В 1940 году U-11 первой участвовала в испытаниях звукопоглощающего покрытия, разработанного Кригсмарине для уменьшения акустической сигнатуры субмарины. Ему было дано кодовое имя Алберих (англ. Alberich) в честь невидимого волшебника из немецкой мифологии.

### Судьба
Выведена из состава флота 5 января 1945 года. Затоплена 3 мая 1945 года в Киле. Впоследствии поднята и разделана на металл.

## Командиры
- 21 сентября 1935 года — 1 октября 1937 года — капитан-лейтенант Ганс Рудольф Рёзинг (нем. Kapitänleutnant Hans Rudolf Rösing)
- 13 августа 1938 года — 4 сентября 1939 года — капитан-лейтенант Виктор Шютце (нем. Kapitänleutnant Viktor Schütze)
- 5 сентября 1939 года — 22 марта 1943 года — Георг Петерс (нем. Georg Peters)
- 23 марта 1943 года — 13 июля 1944 года — обер-лейтенант цур зее Готтфред Штользенбург (нем. Oberleutnant zur See Gottfried Stolzenburg)
- 14 июля 1944 года — 15 декабря 1944 года — обер-лейтенант цур зее Гюнтер Добенекер (нем. Oberleutnant zur See Günter Dobenecker)

## Флотилии
- 21 сентября 1935 года — 1 августа 1939 года — U-Bootschulflottille (учебная лодка)
- 1 сентября 1939 года — 30 июня 1940 года — U-Bootschulflottille (учебная лодка)
- 1 июля 1940 года — 30 ноября 1940 года — 1-я флотилия (учебная лодка)
- 1 декабря 1940 года — 1 мая 1941 года — 21-я флотилия (учебная лодка)
- 1 октября 1941 года — 28 февраля 1943 года — 5-я флотилия (учебная лодка)
- 1 марта 1944 года — 1 декабря 1945 года — 22-я флотилия (учебная лодка)